# Université du Cap-Breton

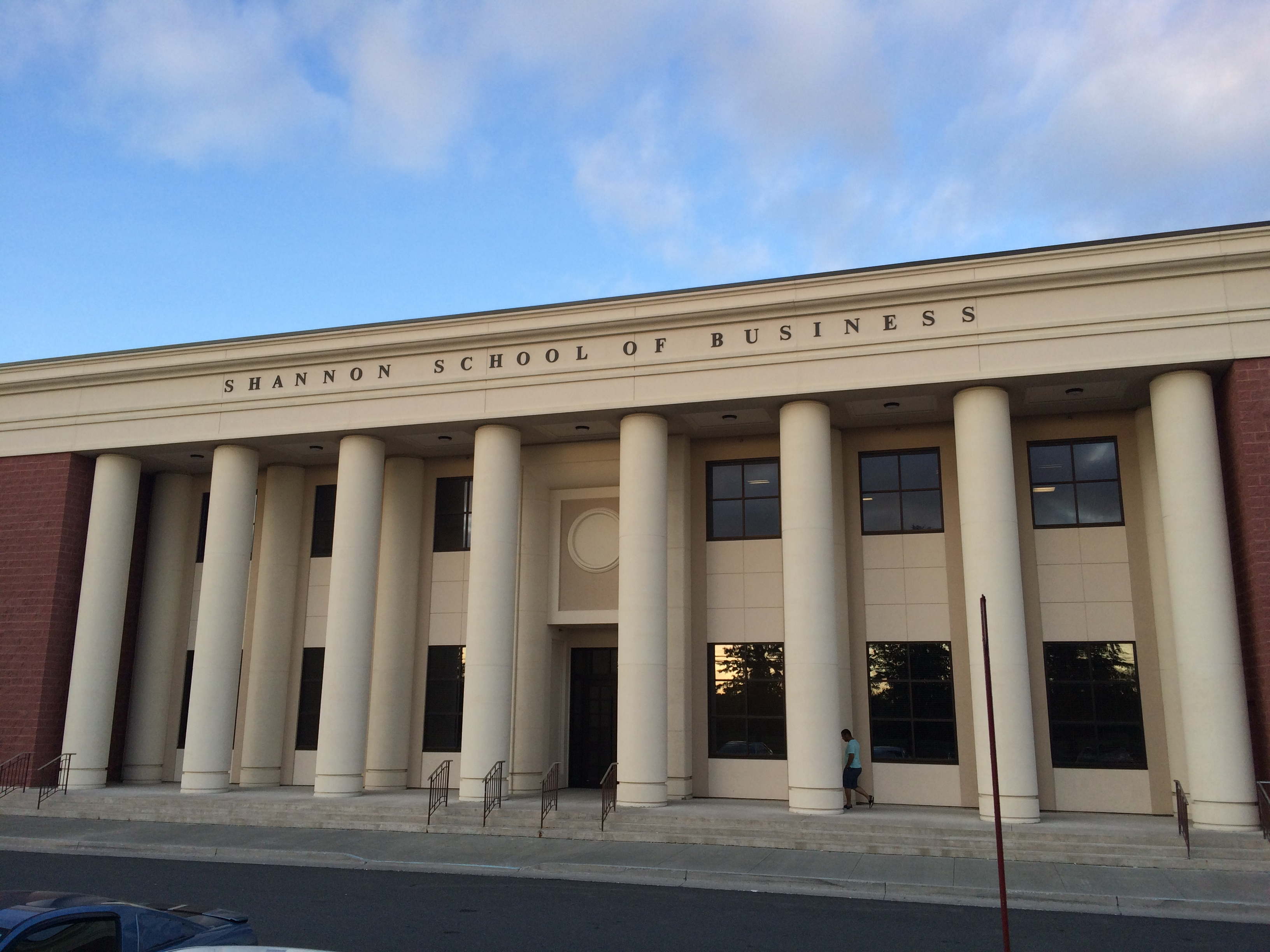
Photo de L'université du Cap-Breton.

L’Université du Cap-Breton (en anglais : Cape Breton University) est une université canadienne, située à Sydney, en Nouvelle-Écosse. En 2010, elle compte 3 500 étudiants. Elle ouvrit ses portes en 1951 en tant que campus de l'Université Saint-Francis-Xavier.